# Lee Priest
Lee Andrew Priest McCutcheon (Newcastle, 6 luglio 1972) è un culturista australiano.

## Biografia

### Il bodybuilding

#### I primi anni
Nei suoi primi anni Lee assiste al divorzio dei suoi genitori: sia lui che la sorella andarono a vivere con la madre. Gran parte della sua vita Lee la passa con i nonni, Owen e June Kelly, con i quali sviluppa uno stretto legame (essi sono indicati da Lee stesso come "una delle sue più forti ispirazioni nella vita"). Lee comincia ad allenarsi alla tenera età di 12 anni con l'aiuto e il supporto di suo nonno. La sua prima esibizione ad una competizione risale all'età di 13 anni, competizione che poi vinse. Nelle sue primissime esibizioni compariva sul palco assieme alla madre, anch'essa bodybuilder. Lee si dimostra subito un vincente nell'ambito delle gare: oltre ad altre gare, vince il titolo IFBB di Mr. Australia all'età di 17, 18 e 19 anni. Ciò nonostante non gli viene concesso di ottenere il riconoscimento di 'pro' a causa della sua giovane età.

#### L'entrata fra i pro
Ottiene il riconoscimento di pro a 20 anni, il più giovane ingresso di un bodybuilder fra i pro, ai Niagra Falls dove viene scoperto da Jim Manion. Rapidamente Priest guadagna popolarità nel mondo del body building per le sue forme muscolari e per essere uno dei più bassi culturisti (è alto 162 cm). Quando non è sotto gara arriva a pesare oltre 128 kg, per poi definirsi e arrivare a peso gara di poco più di 100 kg.
Nel 1994 viene sospeso dalla IFBB a causa del suo comportamento tumultuoso, anche se nella comunità del bodybuilding Lee viene visto come un non-bullo.

#### L'esclusione della IFBB
Nel settembre 2006 Lee venne sospeso dalla IFBB in quanto accusato di gareggiare in un'altra organizzazione (la PDI, organizzazione da poco nata e fondata da Wayne Dimilia). La sospensione dura più del previsto in quanto diverse volte Priest stesso accusa la IFBB. Dopo essere stato minacciato di un'esclusione a vita dalla IFBB, Lee viene riammesso fra i pro nel giugno 2008. Subito gli viene concessa l'opportunità di gareggiare per qualificarsi al Mr. Olympia, ma a causa di uno strappo al bicipite non partecipa ad alcuna gara. L'infortunio si dimostra più grave del previsto e Priest si sottopone alla chirurgia per riparare lo strappo. Rimane fermo per tre mesi.

#### Il posticiparsi del suo ritorno
Durante il periodo di stop, Priest dichiara che il suo ritorno alle gare sarebbe avvenuto al Gran Prix dell'Australia del 2009, ma Priest si presenta solo come special guest.
Nel febbraio 2010 viene annunciato che Lee Priest avrebbe iniziato a lavorare con Neil Hill, esperto nutrizionista, per lanciare una linea di integratori. Sempre in quella occasione Priest annuncia la sua collaborazione con Hill stesso per la sua preparazione alla gara Sacramento Pro Show che si sarebbe dovuta tenere il 6 novembre 2010. Per questioni finanziarie Priest non riesce a competere e così il suo ritorno, tanto atteso dai fan, sul palco viene ancora rimandato.
Nel 2011 Priest decide di non rinnovare il suo rapporto con la IFBB e, con il pieno sostegno di Graeme Lancefield (presidente della NABBA stessa), Priest decide di competere all'interno della federazione di bodybuilding NABBA. Priest fissò così il suo ritorno alle gare nel Mr. Universo 2011 che si tenne a Southport, Regno Unito, ma anche in questa occasione, Priest non fu presente come concorrente.
Dal 2010 Priest ha una sua compagnia di integratori e supplementi chiamata Assassin Nutrition, compagnia della quale Priest è il capo e da giugno 2010, su YouTube, Lee ha girato dei video promozionali per la SamsFitness.com australiana.
Da qualche anno Priest è maggiormente dedicato a lavori in TV e progetti di stampa, cercando sempre più di andare oltre alla sua reputazione come bodybuilder.

### Vita privata

#### Pilota
Oltre ad una prestigiosa carriera ed una buona fama nell'ambito del bodybuilding, Priest è anche un pilota di auto da corsa. La sua carriera inizia nel 2002, con corse a circuiti ad anello. Nel 2004 Priest passa nelle corse drag, vincendo numerose corse e titoli. Proprio nelle corse drag Priest ottiene maggiori successi, vincendo il titolo "Rookie of the Year" ("debuttante dell'anno") nel 2005, per poi vincere il campionato stesso l'anno successivo.

#### Personaggio televisivo
Priest ha avuto anche momenti televisivi, apparendo in TV ed in alcuni programmi televisivi. Priest fu a capo del bodywork per il film Hulk e dell'omonimo videogioco. Priest apparve anche in una serie televisiva australiana, "Rescue Special Ops", in uno spot per il Grande Fratello australiano e avrà anche un breve ruolo cinematografico per un prossimo film australiano.

#### Relazioni
Il primo matrimonio di Priest fu nel 1997 ma, sfortunatamente, durò pochissimo. Nel luglio 2000 si sposa con Cathy LeFrançois, anch'essa bodybuilder, a Las Vegas. Nonostante i due fossero una delle coppie più seguite nell'ambito del bodybuilding, Lee e Cathy divorziarono nel 2005. Ancora oggi sono buoni amici. Nel 2006 Priest ha una relazione con Adela Garcia ma, dopo poco tempo, i due si lasciano. Nel 2008 Lee torna in Australia e poco dopo lo segue anche la sua fidanzata Rhaine. Dopo averle chiesto di sposarsi telefonicamente, nell'ottobre 2008 Priest si sposa per la terza volta. I due, attualmente, vivono a Newcastle, Australia, con 3 cani e un gatto.

## Gare disputate
- 1989 IFBB Australian Championships, 1°
- 1990 IFBB Australian Championships, 1°
- 1990 IFBB World Amateur Championships, pesi leggeri, 4°
- 1993 IFBB Niagara Falls Pro Invitational, 9°
- 1994 IFBB Arnold Classic, 7°
- 1994 IFBB Ironman Pro Invitational, 4°
- 1994 IFBB Night of Champions, 12°
- 1994 IFBB San Jose Pro Invitational, 7°
- 1995 IFBB Arnold Classic, 9°
- 1995 IFBB Florida Pro Invitational, 4°
- 1995 IFBB Ironman Pro Invitational, 3°
- 1995 IFBB South Beach Pro Invitational, 3°
- 1996 IFBB Ironman Pro Invitational, 4°
- 1996 IFBB San Jose Pro Invitational, 6°
- 1997 IFBB Arnold Classic, 7°
- 1997 IFBB Grand Prix Repubblica Ceca, 5°
- 1997 IFBB Grand Prix Inghilterra, 6°
- 1997 IFBB Grand Prix Finlandia, 9°
- 1997 IFBB Grand Prix Germania, 3°
- 1997 IFBB Grand Prix Ungheria, 3°
- 1997 IFBB Grand Prix Russia, 9°
- 1997 IFBB Grand Prix Spagna, 3°
- 1997 IFBB Ironman Pro Invitational, 2°
- 1997 IFBB Mr. Olympia, 6th
- 1997 IFBB Iron Man Pro Invitational, 4°
- 1998 IFBB Mr. Olympia, 7°
- 1999 IFBB Iron Man Pro Invitational, 6°
- 1999 IFBB Mr. Olympia, 9°
- 2000 IFBB Night of Champions, 5°
- 2000 IFBB Mr. Olympia, 6°
- 2001 IFBB Ironman Pro Invitational, 7°
- 2002 IFBB Ironman Pro Invitational, 6°
- 2002 IFBB Arnold Classic, 4°
- 2002 IFBB San Francisco Grand Prix, 9°
- 2002 IFBB San Francisco Pro Invitational, 1°
- 2002 IFBB Mr. Olympia, 6°
- 2003 IFBB Mr. Olympia, 15°
- 2004 IFBB Ironman Pro, 6°
- 2004 IFBB San Francisco Pro Invitational, 2°
- 2005 IFBB Grand Prix Australia, 8°
- 2005 IFBB Arnold Classic, 4°
- 2005 IFBB Iron Man Pro Invitational, 10°
- 2006 IFBB Ironman Pro, 5°, Vince Gironda Posing Award
- 2006 IFBB Arnold Classic, 6°
- 2006 IFBB Grand Prix Australia, 12°
- 2006 PDI Night of Champions, Inghilterra 6°

## Video di allenamento
- The Blonde Myth (1998)
- Another Blonde Myth (2001) - Video nel quale Priest si prepara per la Night of Champions del 2000. Il filmato contiene anche frammenti del suo matrimonio con Cathy.
- Training Camp and Career Highlights - Filmato tributo su Lee e la sua carriera.
- It's Not Revenge (2006) - Facente parte della serie "Titans", il filmato illustra qualche giorno di allenamento di Lee Priest ad Austin.
- Reality DVD series (2006-2008) - Film-documentario su Lee dal 2006 al 2008. Disponibile su BodybuildersReality.com

## Curiosità
- Sin da bambino, è un grandissimo fan di Superman; fra le sue esibizioni sul palco, ripropone sempre il tema musicale di Superman.
- È anche un amante dei tatuaggi (famosissimi sono i suoi tatuaggi sul viso e sull'intera schiena). Fra i suoi tatuaggi, sono degni di nota il tatuaggio su Superman e il tatuaggio della NASCAR, di cui è un fan.